# Free Pascal

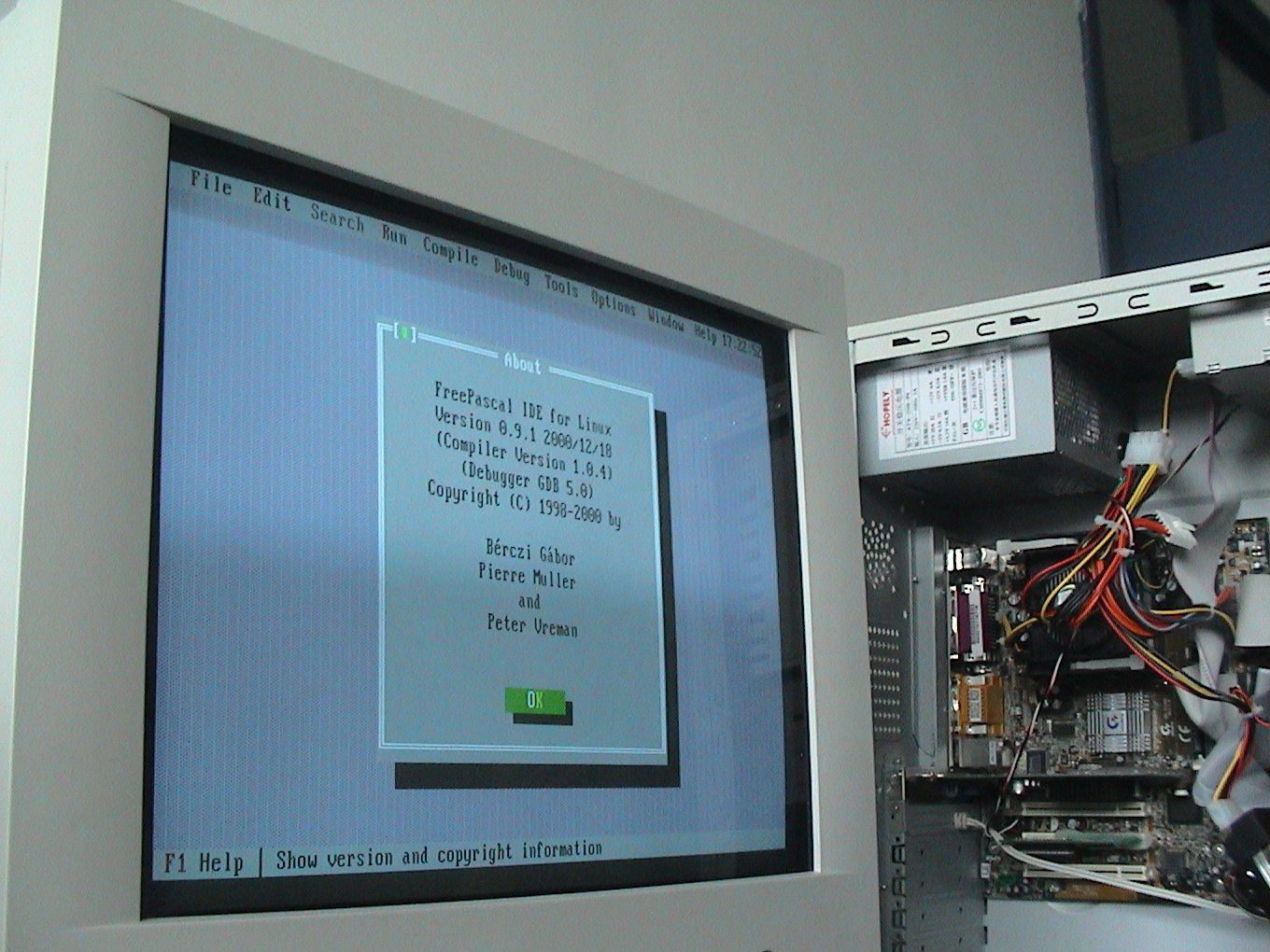
IDE-ul Free Pascal pentru Linux. Computerul era pregătit pentru a fi folosit în Olimpiada Națională de Informatică, China din anul 2002.

Free Pascal (sau FPK Pascal) este un compilator Pascal pe 32 și 64 de biți. El este disponibil pentru mai multe procesoare (cele compatibile Intel și Motorola 680x0) și sisteme de operare (Linux, FreeBSD, NetBSD, DOS, Windows, BeOS, SunOS (Solaris), QNX și Classic Amiga).
Sintaxa limbajului este (semantic) compatibilă cu Turbo Pascal, precum și cu majoritatea versiunilor de Delphi. În plus față de Turbo Pascal, Free Pascal suportă supraîncărcarea de funcții în lucrul cu obiecte.
Pachetul este disponibil sub o licență GNU modificată.